# Szent István-hermák

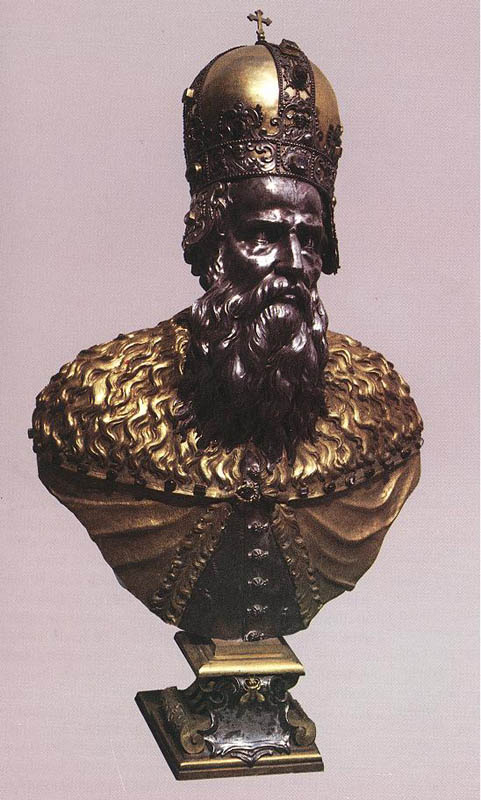
Giovanni Lorenzo Bernini: Szent István hermája, Székesegyházi Kincstár, Zágráb

Szent István-hermák alatt három hermát értünk, amelyek Szent István nevét viselik.
Több olyan kegytárgyat van, amelynek Szent István hermája a neve.

## A kalocsai
Az első az a Szent István-herma, amely Kalocsán található a székesegyházban. Az érseki kincstár legértékesebb látnivalója a millenniumra készült Szent István-herma.
Államalapító királyunk fejereklye-tartójának elkészítéséhez 1,5 kg aranyat, 48 kg ezüstöt használtak fel és drágakövekkel ékesítették. 12 kiterjesztett szárnyú sasláb tartja a gótikus tornyokkal tagolt nyolcoldalú téglalap alakú talapzatot. A 12 szőlőindás tornyocska közötti gótikus, mérműves, zománcozott mezőben hat trébelt jelenet Szent István életéből. A négy sarokban mélyített zománcos fülkék előtt térdeplő angyal alakok láthatók. Az első középső fülkében van a zománcozott püspöki címer. A talapzaton Szent István palástos, koronás trébelt fél alakja. Az ingszegélyen apró gyöngyökkel kirakott mustra. Az 1893–1896 között készült, a budapesti Bachruch ötvöscég alkotása. Az 1896-os millenniumi kiállításon mutatták be Budapesten. 1900-ban Császka György érsek vásárolta meg a kalocsai székesegyház számára. Egykor ereklyét is tartalmazott. 

## A székesfehérvári
Az 1777-ben készült ezüst hermát Mária Terézia ajándékozta a székesegyházi kincstárnak. A bécsi I. S. Würth készítette. Méretei: magassága 53 cm, hossza: 31,5 cm, szélessége 20,5 cm. Súlya 9800 gramm.

## A zágrábi
Egy másik Szent István-herma, amely szintén  aranyozott ezüstből készült, jelenleg a zágrábi székesegyház tulajdona. Ez a herma valószínűleg a 17. századból származik, VIII. Orbán pápa nagybátyjának, Barberininek a felajánlását olvashatjuk rajta.